# 100 Miles and Runnin'
100 Miles and Runnin é o primeiro e o único EP do grupo americano de gangsta rap N.W.A desde sua estreia nacional em 1988. Foi lançado em 14 de agosto de 1990 pela Ruthless Records.
Este EP de cinco faixas reflete uma evolução do som do N.W.A, mais em camadas do que anteriormente, e centra-se no single "100 Miles and Runnin'". Como todos os membros assinaram contrato com a gravadora, o disco foi feito. A única exceção foi Ice Cube, que se negou e foi separado do grupo.
| Críticas profissionais                                                      | Críticas profissionais |
| Avaliações da crítica                                                       | Avaliações da crítica  |
| Fonte                                                                       | Avaliação              |
| --------------------------------------------------------------------------- | ---------------------- |
| Allmusic                                                                    | [ 1 ]                  |
| Entertainment Weekly                                                        | (D+)                   |
| Robert Christgau                                                            | (C-)                   |
| Esta tabela precisa de ser acompanhada por texto em prosa. Consulte o guia. |                        |

## Faixas
1. "100 Miles and Runnin'"– 4:32
2. "Just Don't Bite It"– 5:28
3. "Sa Prize, Pt. 2"– 5:58
4. "Real Niggaz"– 5:25
5. "Kamurshol"- 1:55

## Singles nas paradas
| Ano  | Canção                  | Posição nas paradas | Posição nas paradas           | Posição nas paradas | Posição nas paradas |
| Ano  | Canção                  | Billboard Hot 100   | Hot R&B/Hip-Hop Singles Chart | Hot Rap Tracks      |                     |
| 1990 | "100 Miles and Runnin'" | -                   | #32                           | #1                  |                     |
| 1990 | "Real Niggaz"           | -                   | #47                           | #4                  |                     |